# Schiffsgrab von Ballateare
Koordinaten: 54° 20′ 33″ N, 4° 33′ 12″ W

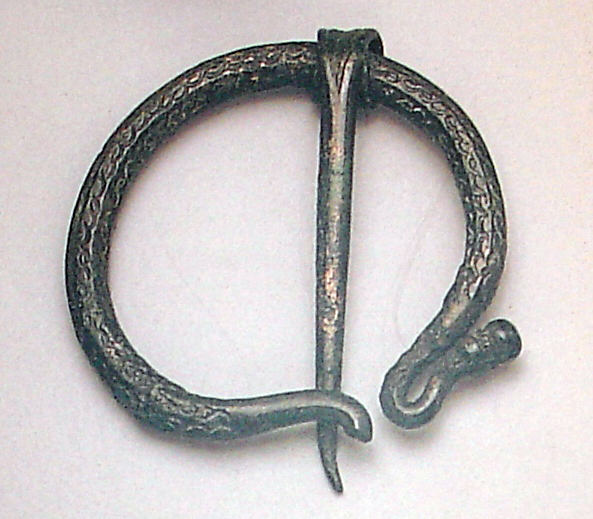
Gewandschließe

Das Schiffsgrab von Ballateare wurde im Jahre 1946 bei Jurby im Norden der Isle of Man in der Irischen See vor der Küste von Wales entdeckt. Das Grab wurde von dem deutschen Archäologen Gerhard Bersu ausgegraben.

## Beschreibung
Es enthielt die Bestattung eines Wikingers aus dem späten 9. Jahrhundert. Vom Schiff selbst blieb nichts erhalten. Die wichtigste Grabbeigabe war ein Schwert, verziert mit einer silbernen Einlegearbeit. Die Klinge war vor der Niederlegung in drei Stücke zerbrochen worden. Auch die Schwertscheide aus Leder, Holz und Gewebe ist erhalten. Die anderen Fundstücke, drei Speerspitzen, ein Messer und ein Schildbuckel bestehen aus Eisen. Der hölzerne Schild war schwarz-weiß-rot bemalt. Der Wikinger wurde in einem durch eine Ringfibel gehaltenen Mantel begraben.
Auf dem Hügel, der über dem Grab errichtet wurde, befand sich eine Schicht aus verbrannten Tierknochen, die vermutlich eine Opfergabe darstellen. 70 cm unter dieser Brandschicht war eine 20- bis 30-jährige Frau bestattet. Ihr wurde mit einer scharfen Waffe auf den Hinterkopf geschlagen. Nach der Einschätzung von Donald Teare (1911–1979) vom Forensisch-medizinischen Instituts der Universität von London erfolgte der Schlag auf den Hinterkopf innerhalb von 48 Stunden nach Eintritt des Todes.
Es ist nicht sicher, ob es sich hier um eine Nebenbestattung handelt. Zum einen wurde der Frau aus nicht bekannten Gründen erst nach dem Tod auf den Schädel geschlagen, zum anderen erfolgte die Bestattung unter der Kuppel des Grabhügels und nicht neben dem Mann unterhalb des 3 m hohen Grabhügels. Die Errichtung des Grabhügels (auch Tumulus genannt) dauerte bis zu einem Monat. Die Indizien sprechen für eine Sekundärbestattung. Die Klinge und die übrigen Gegenstände vom Ballateare-Grab sind im Manx-Museum ausgestellt.
In der Nähe liegt das 1927 von Philip Moore Callow Kermode (1855–1932) ausgegrabene Schiffsgrab von Knock-y-Dooney. Der Hügel hatte einen Durchmesser von 15,5 m und eine Höhe von 2,4 m. Es stellte sich heraus, dass es eine Bootsbestattung von 900–950 n. Chr. enthielt, wobei das Boot durch etwa 300 Eisennieten definiert war. Die Position der Nieten zeigte, dass das Boot 8,5 bis 9,0 m lang und 1,8 bis 2,4 m breit war.
Auch auf der Île de Groix wurde ein Schiffsgrab der Wikinger ausgegraben. Neben Spielsteinen aus Walrossknochen enthielt es die unvollständigen Reste einer erwachsenen Frau.